# Slammiversary IX
Slammiversary IX (ou Slammiversary 2011) est un pay-per-view de catch organisé par la fédération Total Nonstop Action Wrestling. Il s'est déroulé le 12 juin 2011 dans l'Impact! Zone, à Orlando (c'est la première fois que Slammiversary s'y déroule depuis la seconde édition). C'est la septième édition du Pay-Per-View Slammiversary.

## Contexte
Les spectacles de la Total Nonstop Action Wrestling en paiement à la séance sont constitués de matchs aux résultats prédéterminés par les scénaristes de la TNA. Ces rencontres sont justifiées par des storylines — une rivalité avec un catcheur, la plupart du temps — ou par des qualifications survenues dans les émissions de la TNA telles que TNA Xplosion et TNA Impact!. Tous les catcheurs possèdent un gimmick, c'est-à-dire qu'ils incarnent un personnage gentil ou méchant, qui évolue au fil des rencontres. Un pay-per-view comme Slammiversary est donc un événement tournant pour les différentes storylines en cours. Ce Pay per view signe les 9 ans  de succès de la TNA depuis son ouverture en juin 2002.

## Détails et résultats
- Match n°1 : Alex Shelley et James Storm (avec Bobby Roode) vs British Invasion pour le World Tag Team Championship. Victoire et toujours Champion James Storm et Alex Shelley, pendant le match Shelley s'est fait arroser à la tête de bière par Storm et un kick de Shelley après ça sur Storm.
  - On voit Double JJ et Kurt Angle arriver dans l'impact! Zone.
  - JB et Scott Steiner sont en Interview. Il dit qu'il va battre Morgan et s'occuper de ça petite amie
- Match n°2 : Scott Steiner vs Matt Morgan en Match Simple. Victoire de Matt Morgan avec une Empreinte Carbone sur Scott
  - JB est en interview avec Jeff Jarrett. Jeff préviens Kurt que ce soir il veut non... Il va prendre ça médaille et devenir Challenger n°1 car son seul but se soir et de venger Karen et de prendre tous ce que Kurt possède. Il lui dit que a L'Impact Wrestling prochain, il va découvrir quelque chose
- Match n°3 : Abyss vs Kazarian vs Brian Kendrick dans un Match à Trois Voies pour le X Division Championship. Victoire de Abyss donc toujours TNA X Division Champion
- Match n°4 : Samoa Joe vs Crimson pour détruire la série d'invincibilité de Crimson. Gagnant et toujours invincu Crimson.
  - Angelina et Winter sont en interview et Winter dit que Angelina doit remporter le match car Mickie James l'avait blessé deux semaines avant à Impact Wrestling
- Match n°5 : Angelina Love (avec Winter) vs Championne des Knockouts Mickie James pour le Knockout Championship. Victoire et toujours Knockout Championne Mickie James. À noter que Angelina Love ne ressent pas beaucoup les coups et que Winter est intervenue dans le match alors que Mickie James était dominée. Après le match Winter attaque sauvagement Mickie dans le dos.
  - Bully Ray est en coulisses avec JB et demande qu'on lui rappelle la Stipulation de son match du soir et JB lui rappelle que c'est un Last Man Standing. Il dit que dans la stipulation il y a le mot ""man"", c'est justement ce qu'il est pour affronter AJ qui, quant à lui, ne l'est pas. Ce soir AJ va comprendre ce qu'est un vrai Homme quand il aura Bully devant lui.
- Match n°6 : AJ Styles vs Bully Ray dans un Last Man Standing Match. Victoire de Bully Ray sur AJ Styles. Pendant le match, AJ est monté à plus de 7 mètres de haut et a sauté sur Bully Ray, mais étant déboussolé, AJ est tombé et s'est pris la tête en cassant la table des commentateurs.
  - Mr Anderson est en coulisses avec JB est commence à parler du match de Championnat Poids Lourd de ce soir. Anderson demande à JB de rire avant de dire que ce n'est pas drôle. Il dit qu'il ne s'habillera plus en Sting des années 80, 90. Il lui dit de se taire et d'écouté de qu'il va dire tout en ouvrant les yeux << Ce soir il sera Champion du monde Poids Lourd
- Match n°7 : The Icon Sting vs Mr. Anderson pour le World Heavyweight Championship dans un Match Simple. Victoire et NOUVEAU WORLD HEAVYWEIGHT CHAMPION MR. ANDERSON. Pendant le match, Bischoff est apparu  et a intervenu plusieurs fois alors que Sting allait exercer ça prise de fin sur Anderson.
- Match n°8 : Kurt Angle bat Jeff Jarrett et devient l'aspirant n°1 au World Heavyweight Championship

## Matchs de la soirée
| # | Match | Stipulation                                                                                 | Durée |
| - | --- | ------------------------------------------------------------------------------------------- | ----- |
| 1 | Gun Money (James Storm & Alex Shelley) (c) (avec Bobby Roode) (c) défont British Invasion (Magnus et Douglas Williams) | Match simple pour le Championnat par équipe. Shelley remplace Bobby Roode qui s'est blessé. | 10:57 |
| 2 | Matt Morgan défait Scott Steiner                                                                                       | Match simple                                                                                | 9:20  |
| 3 | Abyss défait Kazarian (c) et Brian Kendrick                                                                            | Match simple pour le Championnat du X Division                                              | 12:05 |
| 4 | Crimson défait Samoa Joe                                                                                               | Match simple                                                                                | 10:33 |
| 5 | Mickie James (c) défait Angelina Love                                                                                  | Match simple pour le Championnat des Knockouts                                              | 8:03  |
| 6 | Bully Ray défait AJ Styles                                                                                             | Last Man Standing Match                                                                     | 20:18 |
| 7 | Mr.Anderson défait Sting                                                                                               | Match simple pour le Championnat du Monde Poids Lourd                                       | 15:52 |
| 8 | Kurt Angle défait Jeff Jarrett                                                                                         | Match simple pour déterminer l'aspirant numéro 1 au Championnat du Monde Poids Lourd        | 17:42 |